# Alexander Kristoff
Alexander Kristoff (* 5. července 1987) je norský profesionální silniční cyklista jezdící za UCI ProTeam Uno-X Mobility. V letech 2007 a 2011 se stal norským národním šampionem v silničním závodu. Mezi jeho největší vítězství patří Milán – San Remo 2014 a Kolem Flander 2015.

## Kariéra

### Začátky
V 6 letech se s rodinou přestěhoval z Osla do Stavangeru. Jeho nevlastní otec v něm pěstoval zájem o cyklistiku namísto fotbalu. Kristoff začal jezdit za amatérský tým Stavanger SK. V 16 letech vyhrál juniorský silniční závod na národním šampionátu a získal 4. místo na Evropském olympijském festivalu mládeže. V roce 2006 se stal profesionálem s týmem Glud & Marstrand–Horsens. V roce 2007 se ve věku 19 let stal národním šampionem v silničním závodu, když ve sprintu čtyřčlenné skupiny porazil Thora Hushovda.

### Team Katusha (2012–2017)
Na letních olympijských hrách 2012 v Londýně získal bronzovou medaili v silničním závodu.

#### Sezóna 2014
V roce 2014 Kristoff vyhrál monument Milán – San Remo, když ve sprintu o vítězství porazil Fabiana Cancellaru. Později téhož roku Kristoff vyhrál 2 etapy na Tour de France, díky čemuž získal 2. místo v bodovací soutěži za Peterem Saganem. V sezóně vyhrál Kristoff 2 německé jednodenní závody, v květnu Eschborn–Frankfurt – Rund um den Finanzplatz a v srpnu Vattenfall Cyclassics. V sezóně celkem získal 14 vítězství, čímž se zařadil na 8. místo v žebříčku UCI World Tour 2014.

#### Sezóna 2015
Sezónu 2015 Kristoff začal třemi etapovými triumfy a vítězstvím v bodovací soutěži na závodu Kolem Kataru. Další etapový triumf získal krátce poté na závodu Kolem Ománu. 1. března byl přesprintován Markem Cavendishem a získal 2. místo na klasice Kuurne–Brusel–Kuurne. Další vítězství si připsal na závodu Paříž–Nice, při němž se připravoval na obhajobu vítězství na Milán – San Remo. Ve sprintu o vítězství však získal 2. místo za vítězným Johnem Degenkolbem. O pár dní později Kristoff získal 4. místo na klasice E3 Harelbeke. Následně se zúčastnil etapového závodu Driedaagse van De Panne–Koksijde, kde se v 1. etapě dostal do šestičlenného úniku a díky pomoci týmového kolegy Svena Erika Bystrøma vyhrál sprint o vítězství. Vítězství získal i následující den, tentokrát ze sprintu pelotonu. Kristoff vyhrál i etapu 3a, když ve sprintu těsně porazil Andrého Greipela o pouhé 0,0003 sekundy. Díky bonusovým sekundám a 3. místu v etapě 3b, individuální časovce, vyhrál celkové pořadí závodu.

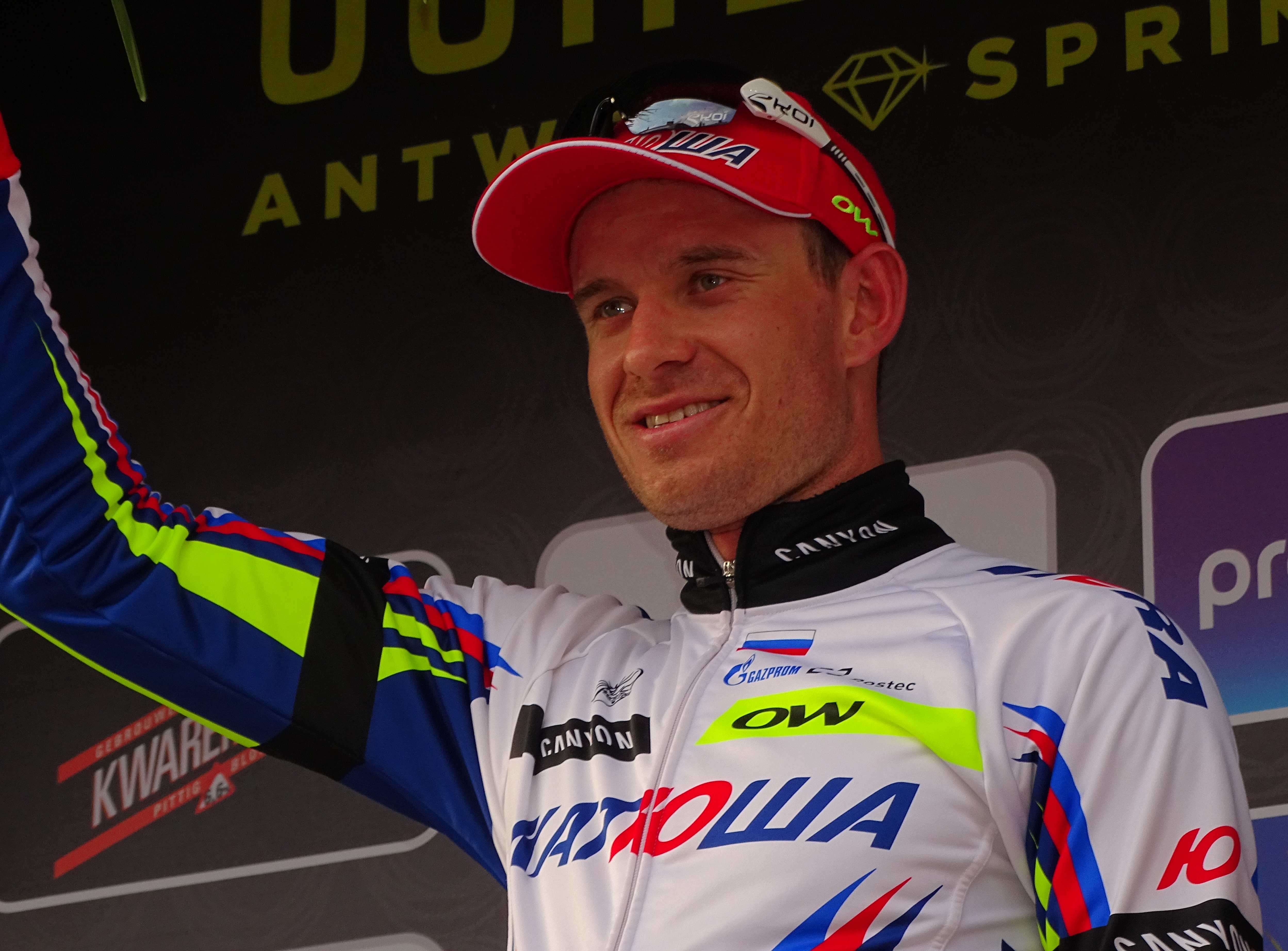
Kristoff na Scheldeprijsu 2015.

V dubnu Kristoff vyhrál monument Kolem Flander, jeho hlavní jarní cíl. 30 km před cílem zaútočil Niki Terpstra a pouze Kristoff na něj zareagoval. Dvojice získala náskok 30 sekund a stíhací skupina nebyla schopná je dojet. Ve sprintu o vítězství Kristoff Terpstru porazil a získal tak své největší kariérní vítězství. O 3 dny později Kristoff vyhrál sprinterskou semiklasiku Scheldeprijs, čímž se stal prvním jezdcem v historii, který vyhrál Driedaagse De Panne–Koksijde, Kolem Flander a Scheldeprijs v jedné sezóně. Na Paříž–Roubaix pak získal 10. místo a dal si pauzu od závodění. Vrátil se na etapovém závodu Kolem Norska, kde dokončil na celkovém 8. místě a vyhrál 2 etapy. Krátce poté se zúčastnil dalšího etapového závodu, Tour des Fjords, kde vyhrál 3 etapy a bodovací soutěž. V celkovém pořadí se umístil na 9. pozici. Také vyhrál 7. etapu Tour de Suisse před Peterem Saganem. Sagan se pokusil dostat z Kristoffova zadního kola a přesprintovat ho, ale Kristoff byl v závěru silnější.
Na konci srpna Kristoff vyhrál GP Ouest–France, když v cíli přesprintoval Simone Ponziho, a získal tak 20. sezónní vítězství. Do silničního závodu na mistrovství světa Kristoff vstupoval jako jeden z hlavních favoritů na vítězství a byl určen jako lídr norského národního týmu. Jeho tým však nebyl schopen uhlídat Petera Sagana, jenž si osamocen dojel pro vítězství. Ve sprintu o 2. místo Kristoffovi chyběla síla a v závodu získal 4. místo.

#### Sezóna 2017
Svou sezónu Kristoff zahájil na etapovém závodu Étoile de Bessèges na začátku února. Podařilo se mu vyhrát druhou etapu a bodovací soutěž. První WorldTourové vítězství sezóny získal 1. května na klasice Eschborn–Frankfurt, kde si ve sprintu pohodlně dojel pro vítězství. Skvělý den týmu završil ještě Kristoffův rozjížděč Rick Zabel, jenž dojel druhý. V srpnu se stal Kristoff v dánském Herningu mistrem Evropy v silničním závodu. Do mistrovství světa, konaném v Bergenu, znovu vstupoval jako jeden z favoritů. V cíli byl však těsně přesprintován Peterem Saganem a musel se tak smířit se stříbrnou medailí.

### UAE Team Emirates (2018–2021)
V srpnu 2017 bylo potvrzeno, že Kristoff podepsal dvouletý kontrakt s týmem UAE Team Emirates od sezóny 2018. Společně s Kristoffem se do týmu přesunul i jeho týmový kolega Sven Erik Bystrøm.

#### Sezóna 2018
Svou první sezónu s týmem Kristoff zahájil na Dubai Tour. Následně se zúčastnil dalších 2 závodů na Blízkém východě. Na závodu Kolem Ománu vyhrál poslední, šestou etapu. Druhé vítězství sezóny získal v úvodní etapě Abú Dhabí Tour. Na Tour de France vyhrál poslední etapu ve sprintu na Champs-Élysées v Paříži.

#### Sezóna 2019
Na konci března Kristoff získal další významné kariérní vítězství na klasikách, když ze sprintu pelotonu vyhrál belgickou jednorázovku Gent–Wevelgem. V červnu Kristoff prodloužil svůj kontrakt s týmem UAE Team Emirates o další 2 roky, do konce sezóny 2021.

#### Sezóna 2020
V srpnu Kristoff vyhrál úvodní etapu Tour de France, díky čemuž získal žlutý dres pro lídra závodu. Následujícího dne ho však musel po horské etapě předat Julianu Alaphilippovi.

### Intermarché–Wanty–Gobert Matériaux (2022)
V srpnu 2021 bylo oznámeno, že Kristoff podepsal jednoletý kontrakt s týmem Intermarché–Wanty–Gobert Matériaux od sezóny 2022. Společně s Kristoffem se do týmu přesunul i jeho týmový kolega Sven Erik Bystrøm.

### Uno-X Pro Cycling Team (2023–)
V srpnu 2022 bylo oznámeno, že Kristoff podepsal tříletou smlouvu s týmem Uno-X Pro Cycling Team od sezóny 2023.

## Osobní život
Kristoff si v říjnu 2014 vzal ve Stavangerské katedrále Maren Kommedalovou a pár má nyní 4 děti.

## Hlavní výsledky
2005
Národní šampionát
2. místo časovka juniorů
Mistrovství světa
10. místo silniční závod juniorů
2006
Grenland GP
vítěz etap 1 a 2
2007
Národní šampionát
 vítěz silničního závodu
5. místo Poreč Trophy
6. místo Colliers Classic
2008
Národní šampionát
 vítěz kritéria
Ringerike GP
vítěz 4. etapy
2. místo Rogaland Grand Prix
2. místo Poreč Trophy
2009
Národní šampionát
 vítěz silničního závodu do 23 let
2. místo silniční závod
Ringerike GP
vítěz 3. etapy
2. místo Sandefjord Grand Prix
Tour de Bretagne
5. místo celkově
5. místo La Côte Picarde
Mistrovství Evropy
7. místo silniční závod do 23 let
7. místo Druivenkoers Overijse
9. místo Poreč Trophy
9. místo ZLM Tour
10. místo Kolem Flander U23
2010
3. místo Philadelphia International Championship
4. místo Vattenfall Cyclassics
5. místo Grand Prix de Fourmies
7. místo Kampioenschap van Vlaanderen
8. místo Grote Prijs Jef Scherens
9. místo Paříž–Brusel
10. místo Scheldeprijs
10. místo Memorial Rik Van Steenbergen
2011
Národní šampionát
 vítěz silničního závodu
2. místo Grand Prix de Fourmies
5. místo Grand Prix d'Isbergues
7. místo Scheldeprijs
7. místo Paříž–Brusel
7. místo London–Surrey Cycle Classic
7. místo Kampioenschap van Vlaanderen
2012
Driedaagse van De Panne–Koksijde
 vítěz bodovací soutěže
vítěz etapy 3a
2. místo Grand Prix de Fourmies
Olympijské hry
 3. místo silniční závod
Národní šampionát
3. místo silniční závod
World Ports Classic
3. místo celkově
 vítěz soutěže mladých jezdců
Danmark Rundt
4. místo celkově
 vítěz bodovací soutěže
vítěz 4. etapy
6. místo Eschborn–Frankfurt – Rund um den Finanzplatz
9. místo Kuurne–Brusel–Kuurne
2013
Kolem Norska
vítěz etap 1, 2 a 5
Tour de Suisse
vítěz 5. etapy
Národní šampionát
2. místo silniční závod
Driedaagse van De Panne–Koksijde
2. místo celkově
 vítěz bodovací soutěže
vítěz etapy 3a
3. místo Vattenfall Cyclassics
Tour des Fjords
4. místo celkově
 vítěz bodovací soutěže
vítěz etap 2 a 3 (TTT)
4. místo Kolem Flander
4. místo Brussels Cycling Classic
5. místo Scheldeprijs
8. místo Milán – San Remo
9. místo Paříž–Roubaix
2014
Tour des Fjords
 celkový vítěz
 vítěz bodovací soutěže
vítěz etap 2, 4 a 5
vítěz Milán – San Remo
vítěz Eschborn–Frankfurt – Rund um den Finanzplatz
vítěz Vattenfall Cyclassics
Kolem Norska
 vítěz bodovací soutěže
vítěz etap 1 a 5
Tour de France
vítěz etap 12 a 15
Kolem Ománu
vítěz 2. etapy
Arctic Race of Norway
2. místo celkově
 vítěz bodovací soutěže
vítěz etap 2 a 4
5. místo Kolem Flander
Mistrovství světa
8. místo silniční závod
8. místo UCI World Tour
Driedaagse van De Panne–Koksijde
8. místo celkově
8. místo GP Ouest–France
2015
Driedaagse van De Panne–Koksijde
 celkový vítěz
 vítěz bodovací soutěže
vítěz etap 1, 2 a 3a
vítěz Kolem Flander
vítěz Scheldeprijs
vítěz Grosser Preis des Kantons Aargau
Arctic Race of Norway
 vítěz bodovací soutěže
vítěz 1. etapy
Paříž–Nice
vítěz 1. etapy
Tour de Suisse
vítěz 7. etapy
Kolem Ománu
vítěz 3. etapy
2. místo Milán – San Remo
2. místo Vattenfall Cyclassics
2. místo Kuurne–Brusel–Kuurne
Kolem Kataru
3. místo celkově
 vítěz bodovací soutěže
vítěz etap 2, 4 a 5
3. místo Grand Prix Cycliste de Québec
4. místo UCI World Tour
Mistrovství světa
4. místo silniční závod
4. místo E3 Harelbeke
Kolem Norska
8. místo celkově
 vítěz bodovací soutěže
vítěz etap 1 a 2
Tour des Fjords
9. místo celkově
 vítěz bodovací soutěže
vítěz etap 1, 2 a 3
9. místo Gent–Wevelgem
10. místo Paříž–Roubaix
2016
Tour des Fjords
 celkový vítěz
 vítěz bodovací soutěže
vítěz etap 2, 3 a 5
vítěz Eschborn–Frankfurt – Rund um den Finanzplatz
Kolem Ománu
vítěz etap 3 a 6
Arctic Race of Norway
vítěz 1. etapy
Tour of California
vítěz 7. etapy
Národní šampionát
2. místo silniční závod
Kolem Kataru
2. místo celkově
 vítěz bodovací soutěže
vítěz etap 2, 4 a 5
Driedaagse van De Panne–Koksijde
2. místo celkově
 vítěz bodovací soutěže
vítěz 1. etapy
2. místo Kuurne–Brusel–Kuurne
3. místo Bretagne Classic
4. místo Kolem Flander
5. místo EuroEyes Cyclassics
6. místo Milán – San Remo
Mistrovství světa
7. místo silniční závod
2017
Mistrovství Evropy
 vítěz silničního závodu
vítěz Eschborn–Frankfurt – Rund um den Finanzplatz
vítěz RideLondon–Surrey Classic
Kolem Ománu
 vítěz bodovací soutěže
vítěz etap 1, 4 a 6
Étoile de Bessèges
 vítěz bodovací soutěže
vítěz 2. etapy
Tour of Britain
 vítěz bodovací soutěže
Mistrovství světa
 2. místo silniční závod
2. místo Bretagne Classic
Driedaagse van De Panne–Koksijde
3. místo celkově
 vítěz bodovací soutěže
vítěz 2. etapy
Arctic Race of Norway
4. místo celkově
vítěz 2. etapy
4. místo Milán – San Remo
4. místo EuroEyes Cyclassics
5. místo Kolem Flander
7. místo Münsterland Giro
2018
vítěz Eschborn–Frankfurt
vítěz Grosser Preis des Kantons Aargau
Tour de France
vítěz 21. etapy
Abú Dhabí Tour
vítěz 1. etapy
Kolem Ománu
vítěz 6. etapy
3. místo EuroEyes Cyclassics
4. místo Milán – San Remo
6. místo Grand Prix de Fourmies
Dubai Tour
9. místo celkově
2019
Kolem Norska
 celkový vítěz
 vítěz bodovací soutěže
vítěz 5. etapy
vítěz Gent–Wevelgem
vítěz Grosser Preis des Kantons Aargau
Kolem Ománu
vítěz 1. etapy
Okolo Slovenska
vítěz etapy 1a
Deutschland Tour
vítěz 2. etapy
3. místo Kolem Flander
3. místo Eschborn–Frankfurt
Mistrovství Evropy
4. místo silniční závod
4. místo EuroEyes Cyclassics
Mistrovství světa
7. místo silniční závod
7. místo RideLondon–Surrey Classic
7. místo Brussels Cycling Classic
2020
Tour de France
vítěz 1. etapy
lídr  po 1. etapě
lídr  po etapách 1 a 2
2. místo Clásica de Almería
3. místo Kolem Flander
3. místo Kuurne–Brusel–Kuurne
2021
Arctic Race of Norway
 vítěz bodovací soutěže
2. místo Trofeo Alcúdia – Port d'Alcúdia
Deutschland Tour
3. místo celkově
vítěz etap 2 a 4
3. místo Eschborn–Frankfurt
5. místo Trofeo Serra de Tramuntana
6. místo Dwars door Vlaanderen
2022
vítěz Scheldeprijs
vítěz Clásica de Almería
vítěz Circuit Franco–Belge
Kolem Norska
vítěz 6. etapy
Deutschland Tour
vítěz 2. etapy
Národní šampionát
2. místo silniční závod
2. místo Grand Prix du Morbihan
3. místo Milán–Turín
3. místo Eschborn–Frankfurt
3. místo Grote Prijs Jef Scherens
4. místo Paříž–Bourges
Mistrovství světa
6. místo silniční závod
7. místo Gooikse Pijl
Mistrovství Evropy
8. místo silniční závod
9. místo Brussels Cycling Classic
10. místo Kolem Flander
10. místo BEMER Cyclassics
2023
Volta ao Algarve
vítěz 1. etapy
Kolem Norska
vítěz 3. etapy
Národní šampionát
2. místo silniční závod
CRO Race
2. místo celkově
 vítěz bodovací soutěže
2. místo Egmont Cycling Race
4. místo Omloop Het Nieuwsblad
4. místo Clásica de Almería
4. místo Grand Prix de Fourmies
7. místo SUPER 8 Classic
7. místo Gooikse Pijl
2024
2. místo Trofeo Palma
10. místo Trofeo Ses Salines–Felanitx

### Výsledky na Grand Tours
| Grand Tour      | 2011 | 2012 | 2013 | 2014 | 2015 | 2016 | 2017 | 2018 | 2019 | 2020 | 2021 | 2022 | 2023 | 2024 |
| --------------- | ---- | ---- | ---- | ---- | ---- | ---- | ---- | ---- | ---- | ---- | ---- | ---- | ---- | ---- |
| Giro d'Italia   | 157  | 149  | —    | —    | —    | —    | —    | —    | —    | —    | —    | —    | —    | —    |
| Tour de France  | —    | —    | 147  | 125  | 130  | 149  | 130  | 114  | 139  | 132  | —    | 102  | 134  | 131  |
| Vuelta a España | —    | —    | —    | —    | —    | —    | —    | —    | —    | —    | —    | —    | —    |      |

### Výsledky na klasikách
| Monument               | 2010                             | 2011                             | 2012                             | 2013                             | 2014                             | 2015                             | 2016                             | 2017                             | 2018                             | 2019                             | 2020                             | 2021                             | 2022                             | 2023                             |                                  |
| ---------------------- | -------------------------------- | -------------------------------- | -------------------------------- | -------------------------------- | -------------------------------- | -------------------------------- | -------------------------------- | -------------------------------- | -------------------------------- | -------------------------------- | -------------------------------- | -------------------------------- | -------------------------------- | -------------------------------- | -------------------------------- |
| Milán – San Remo       | —                                | —                                | 131                              | 8                                | 1                                | 2                                | 6                                | 4                                | 4                                | 14                               | 83                               | 89                               | 26                               | —                                |                                  |
| Kolem Flander          | —                                | —                                | 15                               | 4                                | 5                                | 1                                | 4                                | 5                                | 16                               | 3                                | 3                                | 18                               | 10                               | 18                               |                                  |
| Paříž–Roubaix          | DNF                              | DNF                              | 57                               | 9                                | DNF                              | 10                               | 48                               | DNF                              | 57                               | 56                               | NS                               | 14                               | 12                               | 15                               |                                  |
| Lutych–Bastogne–Lutych | Nezúčastnil se během své kariéry | Nezúčastnil se během své kariéry | Nezúčastnil se během své kariéry | Nezúčastnil se během své kariéry | Nezúčastnil se během své kariéry | Nezúčastnil se během své kariéry | Nezúčastnil se během své kariéry | Nezúčastnil se během své kariéry | Nezúčastnil se během své kariéry | Nezúčastnil se během své kariéry | Nezúčastnil se během své kariéry | Nezúčastnil se během své kariéry | Nezúčastnil se během své kariéry | Nezúčastnil se během své kariéry | Nezúčastnil se během své kariéry |
| Giro di Lombardia      | Nezúčastnil se během své kariéry | Nezúčastnil se během své kariéry | Nezúčastnil se během své kariéry | Nezúčastnil se během své kariéry | Nezúčastnil se během své kariéry | Nezúčastnil se během své kariéry | Nezúčastnil se během své kariéry | Nezúčastnil se během své kariéry | Nezúčastnil se během své kariéry | Nezúčastnil se během své kariéry | Nezúčastnil se během své kariéry | Nezúčastnil se během své kariéry | Nezúčastnil se během své kariéry | Nezúčastnil se během své kariéry | Nezúčastnil se během své kariéry |
| Klasika                | 2010                             | 2011                             | 2012                             | 2013                             | 2014                             | 2015                             | 2016                             | 2017                             | 2018                             | 2019                             | 2020                             | 2021                             | 2022                             | 2023                             |                                  |
| Omloop Het Nieuwsblad  | —                                | —                                | 101                              | 138                              | 77                               | 11                               | 101                              | DNF                              | —                                | —                                | DNF                              | 58                               | 60                               | 4                                |                                  |
| Kuurne–Brusel–Kuurne   | DNF                              | —                                | 9                                | NS                               | 11                               | 2                                | 2                                | 21                               | —                                | —                                | 3                                | 40                               | 11                               | 43                               |                                  |
| Dwars door Vlaanderen  | —                                | 112                              | —                                | 20                               | 13                               | —                                | —                                | —                                | 76                               | 12                               | NS                               | 6                                | 31                               | 27                               |                                  |
| E3 Harelbeke           | —                                | —                                | 94                               | —                                | —                                | 4                                | 53                               | 27                               | 40                               | 21                               | NS                               | 66                               | —                                | —                                |                                  |
| Gent–Wevelgem          | DNF                              | —                                | 57                               | 14                               | 11                               | 9                                | DNS                              | 73                               | 25                               | 1                                | 19                               | 28                               | 11                               | 69                               |                                  |
| Scheldeprijs           | 10                               | 7                                | 17                               | 5                                | 15                               | 1                                | 15                               | —                                | —                                | —                                | 13                               | 33                               | 1                                | 88                               |                                  |
| Eschborn–Frankfurt     | —                                | —                                | 6                                | —                                | 1                                | NS                               | 1                                | 1                                | 1                                | 3                                | NS                               | 3                                | 3                                | 12                               |                                  |
| Hamburg Cyclassics     | 4                                | 14                               | 11                               | 3                                | 1                                | 2                                | 5                                | 4                                | 3                                | 4                                | NS                               | NS                               | 10                               | —                                |                                  |
| Bretagne Classic       | —                                | —                                | —                                | DNF                              | 8                                | 1                                | 3                                | 2                                | 11                               | —                                | —                                | —                                | —                                | —                                |                                  |

| —   | Nezúčastnil se |
| DNF | Nedokončil     |
| JS  | Jede se        |
| NS  | Nejelo se      |